# Lingwala
Lingwala (anciennement Saint-Jean) est une commune du nord de la ville de Kinshasa en république démocratique du Congo. Elle se situe au sud de la commune de Gombe et du boulevard du 30 juin. Avec Barumbu et la commune de Kinshasa, elle faisait partie de la cité indigène développée début du XXe siècle.
Le quartier de Kabinda abrite notamment les installations de la tour de la Radio-Télévision nationale congolaise.

## Géographie
Lingwala est la plus petite commune de la ville de Kinshasa, elle est limitée au nord par l'Avenue du Mont des Arts, à l'est : l'Avenue de la Démocratie (anciennement Avenue des Huileries), au sud : le Boulevard Triomphal, à l'ouest : l'Avenue de la Libération.
| \| Les 4 districts et les 24 communes de Kinshasa \| \| v · d · m \| |                    |           |
| District de la Lukunga District de la Funa District du Mont-Amba District de la Tshangu Brazzaville Fleuve Congo Pool Malebo M’Bamou Baie de Ngaliema Gombe Barumbu Kin. Ling. K.-V. Ng.-Ng. Kal. Banda- lungwa Kintambo Ngaliema Selembao Bumbu Makala Ngaba Lemba Limete Matete Kisenso Masina Ndjili Kimbanseke Nsele Mont-Ngafula Nsele Maluku |                    |           |
| abréviations : Kinshasa (Kin.), Kasa-Vubu (K.-V.), Lingwala (Ling.), Ngiri-Ngiri (Ng.-Ng.) |                    |           |
| Les 4 districts et les 24 communes de Kinshasa | Blason de Kinshasa | v · d · m |

## Démographie
| 1967   | 1970   | 1984   | 2003   | 2004   |
| ------ | ------ | ------ | ------ | ------ |
| 37 240 | 46 209 | 49 173 | 91 520 | 94 635 |

## Administration
- Norbert Mushiga Nzindula (bourgmestre)
- Denise Vila (bourgmestre adjoint)

## Édifices et monuments
- Palais du Peuple, boulevard Triomphal.
- Musée National

## Enseignement
- Université protestante du Congo

## Cultes
- Cathédrale du Centenaire prostestant du Congo
- Paroisse saint Muzeyi

## Médias et communication
- Radio-Télévision nationale congolaise (RTNC)